# 國巨
國巨股份有限公司（YAGEO Corporation；股票代號：2327），台灣的電子元件製造商、第一家股票上市的被動元件廠。成立於1977年，其主要產品包括多層陶瓷電容器（MLCC）、鉭質電容 (Tantalum Capacitors)、晶片電阻（Chip Resistors）、無線元件（Wireless Components）等被動元件及進階電子零組件，是一間擁有全球產銷據點的國際化企業，其生產及銷售據點涵蓋亞洲、歐洲及美洲。
國巨的一站式購足產品包括晶片電阻、導線電阻、電容(含積層陶瓷、鉭質及鋁質電容)、天線、網路產品、電感、變壓器、繼電器及電路保護元件等，而相關產品目前應用領域為航太、汽車、5G及電信、工業、醫療、IOT、電源管理、綠電能、電腦週邊及消費性電子。國巨為全球晶片電阻(chip resistor)第一大廠，全球市佔率約34%、亦為全球鉭質(Tantalum)電容第一大廠，全球市佔率約46%，並為全球陶瓷電容(MLCC)第三大廠，全球市佔率約15%，以及全球電感(inductor)第三大廠，全球市佔率約12%。

## 公司沿革
1977年7月，國巨股份有限公司成立，開始生產自動焊接機與碳膜電阻器。1987年9月，台灣阻抗股份有限公司成立。1989年11月，台灣阻抗與國巨合併，國巨為存續公司。1991年5月，股票獲准在證券商營業櫃檯買賣（店頭市場）。1992年3月，股票在店頭市場掛牌買賣。1993年7月，財政部證券管理委員會核准國巨股票上市。同年10月，國巨股票以台灣證券交易所第一類股票正式上市掛牌買賣。1995年7月，亞洲貨幣雜誌「Asia Money」評選「國巨股份有限公司」為台灣十大最佳經營管理企業之一。同年11月，美國富比士雜誌《Forbes》更評選「國巨」為「美國之外的世界最佳100家小型企業（The Best 100 Small Companies Outside U.S.A.）」。
目前，國巨為全球第一大晶片電阻 (R-Chip) 製造商、第一大鉭質電容 (Tantalum Capacitor) 製造商、第三大積層陶瓷電容 (MLCC)及電感(Inductor) 供應商，在全球32個國家擁有35個行銷/服務據點、53座生產基地及20個研發中心，集團於全球共有40,000名員工。國巨生產廠房落座於台灣高雄、美國及墨西哥、亞洲日本、中國及東南亞、歐洲波蘭、葡萄牙、捷克及北馬其頓等地區。截至2020年底，晶片電阻(Chip Resistor)月產能約為1250億顆，市佔率為全球第一大廠；積層陶瓷電容(MLCC)月產能800億顆。2020年下半年，公司為因應高階車用、工業、醫療、航太、5G／IOT發展所需，已在高雄大發三廠擴充高階MLCC生產線、月產能可達200億顆。國巨董事長陳泰銘表示2021年公司營運有5個策略，會提高5G、車用、工控、航太、醫療等應用的規模。